# ヤマカツエース
ヤマカツエース（欧字名:Yamakatsu Ace、2012年3月22日 - ）は、日本の競走馬、種牡馬。主な勝ち鞍に2015年のニュージーランドトロフィー、福島記念、2016年の中山金杯、金鯱賞、2017年の金鯱賞。
馬名の由来は、冠名＋「第一人者、最高、最高の存在」。

## 競走馬時代

### 2歳（2014年）
6月22日の函館芝1200m新馬戦でデビューし、2番人気に支持されるも6着に終わった。次走の未勝利戦で初勝利を挙げ、2勝目を目指してオープン競走へ挑むも勝利することはできなかった。

### 3歳（2015年）
年明け2戦目の条件戦で2勝目を挙げると、アーリントンカップへ駒を進め6着となった。続くファルコンステークスでは馬場に足をとられながらも上がり最速で追い込み3着に入った。次戦のニュージーランドトロフィーでは、道中は中段の外を追走し、直線に入って追い出されると突き抜けて優勝。重賞初勝利およびNHKマイルカップの優先出走権を手にした。NHKマイルカップでは、クラリティスカイの外にポジションを取るも、追い出し時の反応が鈍く13着であった。短期放牧の後、函館記念へ参戦。先行策から粘り込みを図り3着入線となった。続く札幌記念では、直線で外から伸びてくるも4着までだった。その後、富士ステークスに出走。終始内にポジションを取るも、道中スローで前が開かず13着に終わった。距離をマイルから2000mへ戻し挑んだ福島記念では、4コーナー手前から追い出すと同レース連覇を狙ったミトラを直線でかわし、重賞2勝目を達成した。

### 4歳（2016年）
年明け初戦に中山金杯を選択。道中はスローながらマイネルフロストが大逃げを打つ展開を5番手につけ3コーナーから進出すると、直線では逃げ粘るマイネルフロストを差し切り、重賞3勝目を連勝で飾った。続く京都記念では、道中手応え良く進めるも馬場に脚をとられ5着に終わった。放牧を挟み鳴尾記念へ出走。デビュー以来初めて1番人気に支持されるも、直線でモタつき6着だった。宝塚記念では、稍重の馬場に1,2コーナーで足をとられ直線で伸びず13着に終わった。その後、2年連続で札幌記念に参戦。道中折り合いながら進めるも、稍重馬場が合わず5着だった。秋は天皇賞（秋）から始動。道中好位で運ぶも、瞬発力勝負に泣き15着となった。次走に金鯱賞を選択。道中は中団で折り合って進め、最後の直線で外から脚を伸ばし、クビ差かわして重賞4勝目を挙げた。有馬記念では、道中は内枠を生かしてロスなく内を追走すると、直線では馬群を縫いながら上がり最速で追い込み4着に入った。

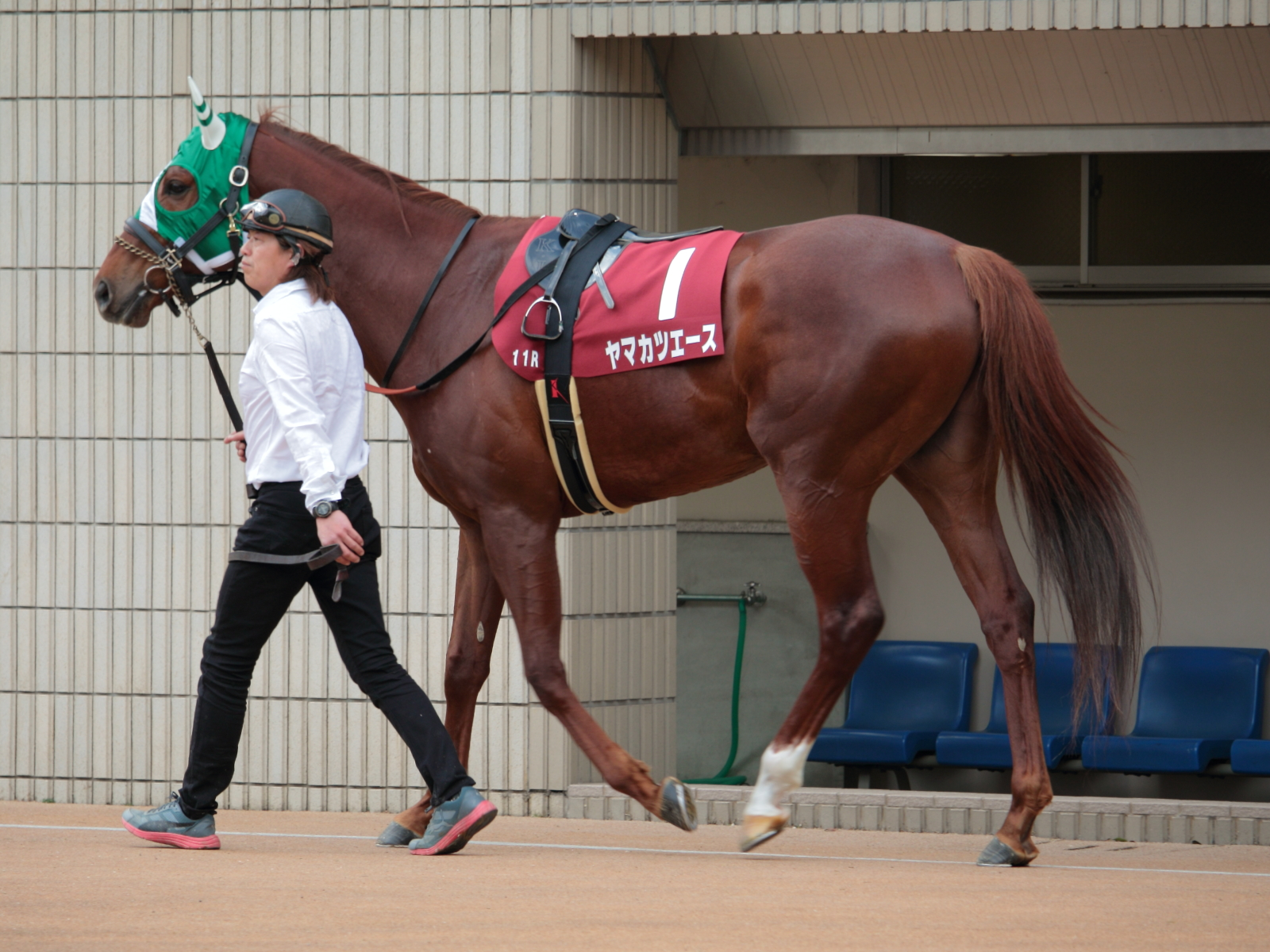
京都記念パドック
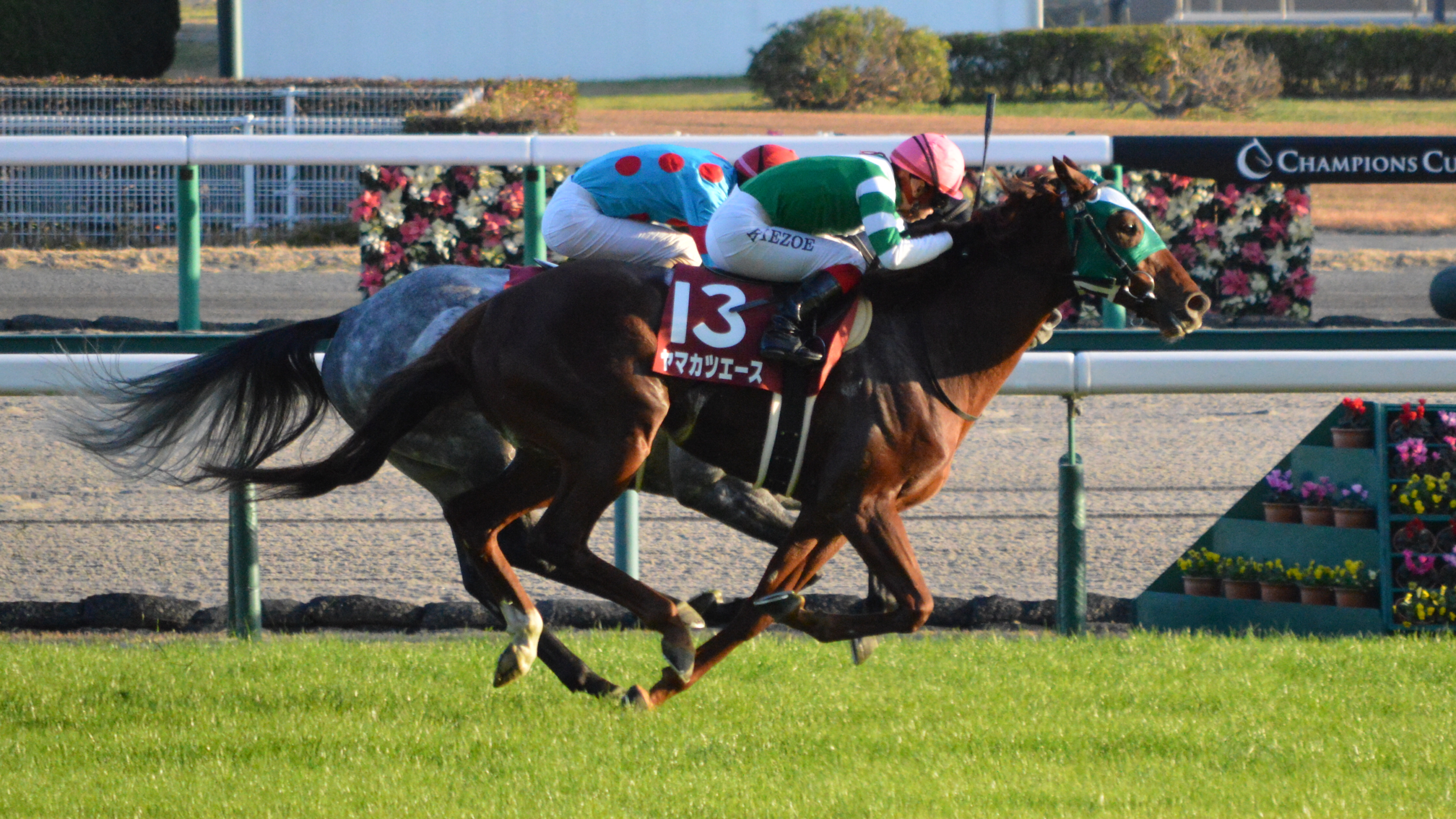
金鯱賞

### 5歳（2017年）
5歳になった本馬は、2017年から開催時期が3月に変更された（詳しくは金鯱賞#概要を参照）金鯱賞に出走し、1番人気に支持される。レースでは中団を進み、最後の直線で先頭に立つと2着馬ロードヴァンドールに1馬身1/4差つけ勝利。重賞5勝目および大阪杯への優先出走権を手にするとともに、「3か月ぶり連覇」という珍記録を達成した。次走の大阪杯ではキタサンブラックの3着となり、休養に入る。8月の札幌記念ではサクラアンプルールの3着に敗れるも中距離戦では堅実な走りを見せていた。秋シーズンは天皇賞（秋）は11着、ジャパンカップは8着、有馬記念は10着と不本意な結果に終わった。

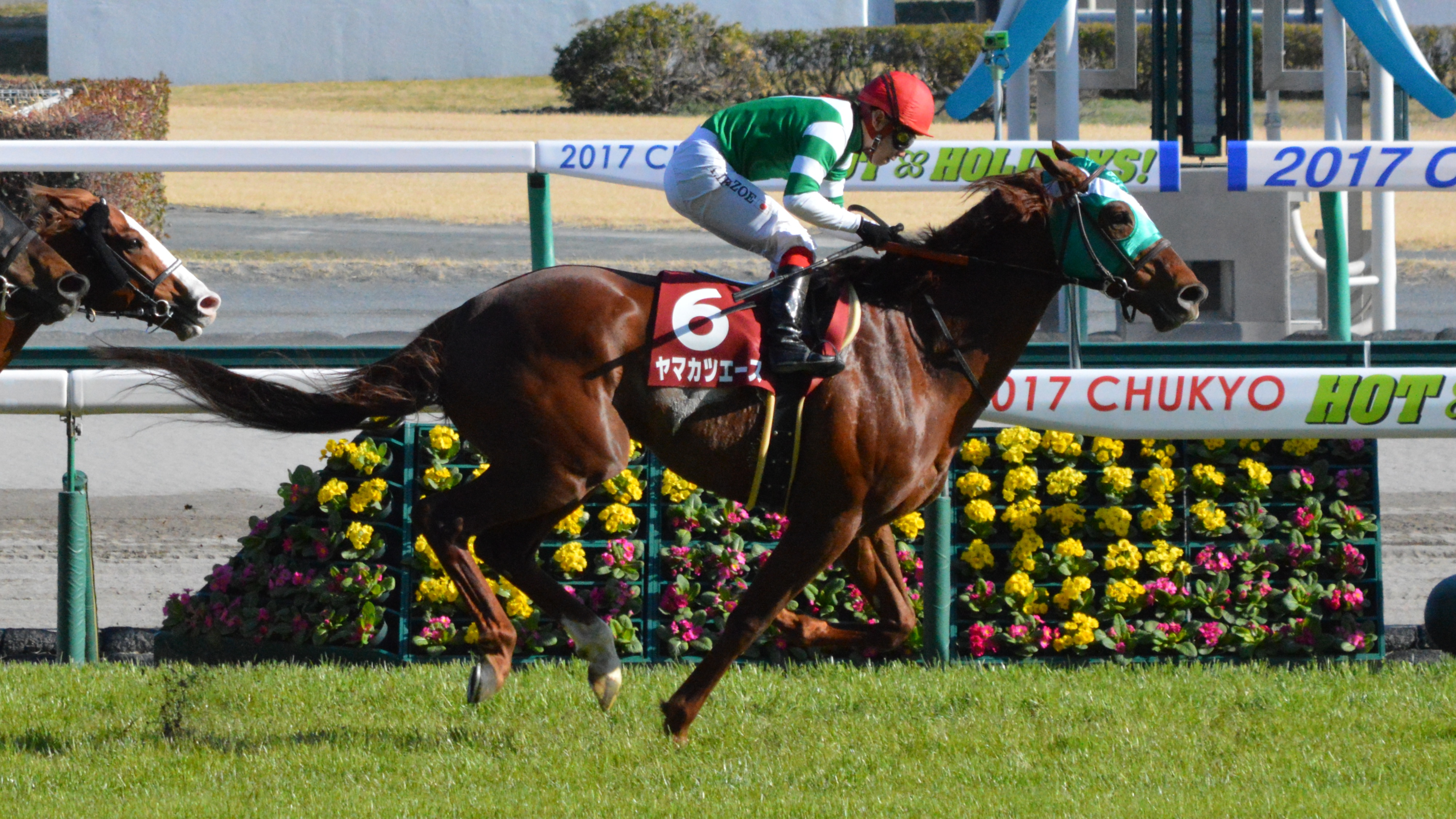
金鯱賞
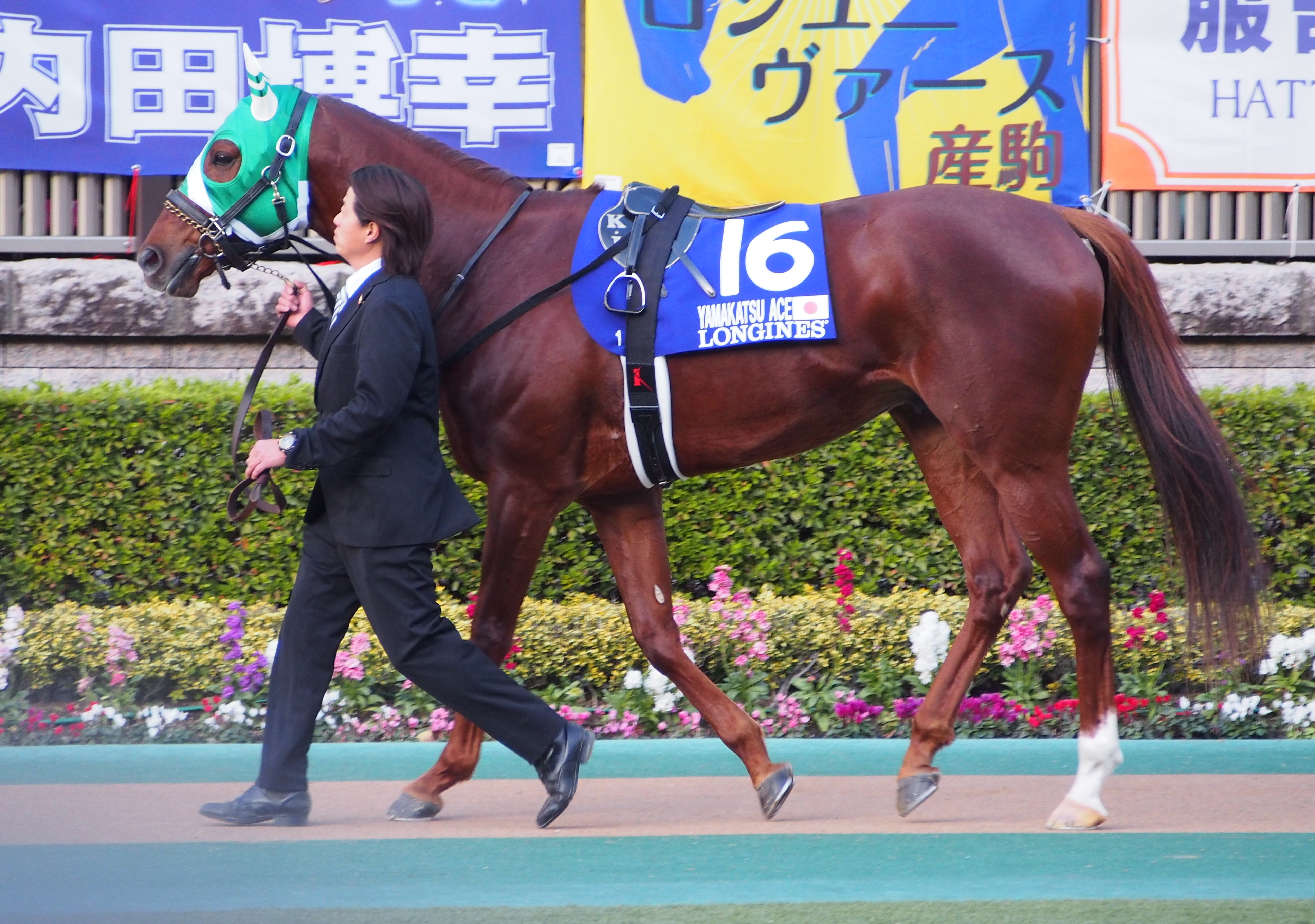
ジャパンCパドック

### 6歳（2018年）
シーズン初戦の金鯱賞は4着に終わり、3連覇はならなかった。大阪杯4着のあと、香港・シャティン競馬場で行われるクイーンエリザベス2世カップの招待を受けるも、右前脚の骨膜炎により辞退した。その後、復帰を目指していたが、右膝のけいじん帯炎を発症したため、9月6日に引退が決まった。今後は北海道新ひだか町のアロースタッドで種牡馬になる。

## 競走成績
以下の内容は、netkeiba.comの情報に基づく。
| 競走日     | 競馬場 | 競走名        | 格      | 距離（馬場）  | 頭 数 | 枠 番 | 馬 番 | オッズ （人気） | 着順 | タイム （上り3F） | 着差 | 騎手     | 斤量 | 1着馬（2着馬）         |
| ---------- | ------ | ------------- | ------- | ------------- | ----- | ----- | ----- | --------------- | ---- | ----------------- | ---- | -------- | ---- | ---------------------- |
| 2014.06.22 | 函館   | 2歳新馬       |         | 芝1200m（良） | 14    | 7     | 11    | 003.90（2人）   | 06着 | 01:11.2（36.3）   | -1.7 | 池添謙一 | 54kg | マイネルエスパス       |
| 0000.07.06 | 函館   | 2歳未勝利     |         | 芝1200m（良） | 10    | 2     | 2     | 005.50（3人）   | 01着 | 01:10.8（35.6）   | -0.2 | 藤田伸二 | 54kg | （アポロノシンザン）   |
| 0000.09.07 | 札幌   | すずらん賞    | OP      | 芝1200m（良） | 15    | 8     | 14    | 009.40（5人）   | 02着 | 01:10.8（35.8）   | -0.0 | 池添謙一 | 54kg | ペイシャオブロー       |
| 0000.09.27 | 阪神   | ききょうS     | OP      | 芝1400m（良） | 11    | 8     | 10    | 008.20（3人）   | 06着 | 01:22.0（34.8）   | -0.4 | 池添謙一 | 54kg | ナヴィオン             |
| 2015.01.17 | 京都   | 白梅賞        | 500万下 | 芝1600m（稍） | 9     | 6     | 6     | 018.80（7人）   | 04着 | 01:35.6（34.6）   | -0.4 | 藤田伸二 | 56kg | ナリタスターワン       |
| 0000.02.01 | 京都   | 3歳500万下    |         | 芝1400m（良） | 11    | 8     | 11    | 006.40（4人）   | 01着 | 01:22.2（34.6）   | -0.2 | 池添謙一 | 56kg | （キッズライトオン）   |
| 0000.02.28 | 阪神   | アーリントンC | GIII    | 芝1600m（良） | 12    | 5     | 6     | 041.0（10人）   | 06着 | 01:36.1（34.3）   | -0.2 | 池添謙一 | 56kg | ヤングマンパワー       |
| 0000.03.21 | 中京   | ファルコンS   | GIII    | 芝1400m（稍） | 18    | 4     | 8     | 008.50（5人）   | 03着 | 01:22.9（35.9）   | -0.0 | 藤田伸二 | 56kg | タガノアザガル         |
| 0000.04.11 | 中山   | NZT           | GII     | 芝1600m（稍） | 16    | 4     | 8     | 015.30（7人）   | 01着 | 01:34.8（34.9）   | -0.1 | 池添謙一 | 56kg | （グランシルク）       |
| 0000.05.10 | 東京   | NHKマイルC    | GI      | 芝1600m（良） | 18    | 6     | 11    | 014.20（7人）   | 13着 | 01:34.5（34.9）   | -1.0 | 池添謙一 | 57kg | クラリティスカイ       |
| 0000.07.19 | 函館   | 函館記念      | GIII    | 芝2000m（良） | 16    | 1     | 1     | 016.50（7人）   | 03着 | 01:59.7（36.6）   | -0.6 | 池添謙一 | 53kg | ダービーフィズ         |
| 0000.08.23 | 札幌   | 札幌記念      | GII     | 芝2000m（良） | 15    | 5     | 8     | 035.3（10人）   | 04着 | 01:59.1（35.5）   | -0.1 | 池添謙一 | 54kg | ディサイファ           |
| 0000.10.24 | 東京   | 富士S         | GIII    | 芝1600m（良） | 16    | 4     | 8     | 015.60（7人）   | 13着 | 01:33.6（34.1）   | -0.9 | 池添謙一 | 56kg | ダノンプラチナ         |
| 0000.11.15 | 福島   | 福島記念      | GIII    | 芝2000m（重） | 16    | 1     | 1     | 005.50（2人）   | 01着 | 02:02.5（37.4）   | -0.2 | 津村明秀 | 54kg | （ミトラ）             |
| 2016.01.05 | 中山   | 中山金杯      | GIII    | 芝2000m（良） | 13    | 4     | 5     | 004.90（3人）   | 01着 | 02:01.2（33.0）   | -0.1 | 池添謙一 | 56kg | （マイネルフロスト）   |
| 0000.02.14 | 京都   | 京都記念      | GII     | 芝2200m（重） | 15    | 1     | 1     | 004.90（2人）   | 05着 | 02:18.3（36.9）   | -0.6 | 池添謙一 | 56kg | サトノクラウン         |
| 0000.06.04 | 阪神   | 鳴尾記念      | GIII    | 芝2000m（良） | 14    | 6     | 10    | 002.80（1人）   | 06着 | 01:58.0（35.2）   | -0.4 | 池添謙一 | 56kg | サトノノブレス         |
| 0000.06.26 | 阪神   | 宝塚記念      | GI      | 芝2200m（稍） | 17    | 8     | 17    | 104.3（15人）   | 13着 | 02:14.4（37.6）   | -1.6 | 池添謙一 | 58kg | マリアライト           |
| 0000.08.21 | 札幌   | 札幌記念      | GII     | 芝2000m（稍） | 16    | 4     | 7     | 008.40（3人）   | 05着 | 02:02.4（37.1）   | -0.7 | 池添謙一 | 57kg | ネオリアリズム         |
| 0000.10.30 | 東京   | 天皇賞（秋）  | GI      | 芝2000m（良） | 15    | 7     | 13    | 167.8（13人）   | 15着 | 02:00.8（35.6）   | -1.5 | 池添謙一 | 58kg | モーリス               |
| 0000.12.03 | 中京   | 金鯱賞        | GII     | 芝2000m（良） | 13    | 8     | 13    | 009.90（4人）   | 01着 | 01:59.7（33.1）   | -0.0 | 池添謙一 | 56kg | （パドルウィール）     |
| 0000.12.25 | 中山   | 有馬記念      | GI      | 芝2500m（良） | 16    | 2     | 4     | 032.60（8人）   | 04着 | 02:32.9（35.1）   | -0.3 | 池添謙一 | 57kg | サトノダイヤモンド     |
| 2017.03.11 | 中京   | 金鯱賞        | GII     | 芝2000m（良） | 16    | 3     | 6     | 003.60（1人）   | 01着 | 01:59.2（34.7）   | -0.2 | 池添謙一 | 57kg | （ロードヴァンドール） |
| 0000.04.02 | 阪神   | 大阪杯        | GI      | 芝2000m（良） | 14    | 8     | 13    | 010.20（4人）   | 03着 | 01:59.1（33.8）   | -0.2 | 池添謙一 | 57kg | キタサンブラック       |
| 0000.08.20 | 札幌   | 札幌記念      | GII     | 芝2000m（良） | 13    | 3     | 3     | 002.70（1人）   | 03着 | 02:00.6（35.4）   | -0.2 | 池添謙一 | 57kg | サクラアンプルール     |
| 0000.10.29 | 東京   | 天皇賞（秋）  | GI      | 芝2000m（不） | 18    | 3     | 5     | 015.90（7人）   | 11着 | 02:10.8（40.6）   | -2.5 | 池添謙一 | 58kg | キタサンブラック       |
| 0000.11.26 | 東京   | ジャパンC     | GI      | 芝2400m（良） | 17    | 8     | 16    | 116.5（12人）   | 08着 | 02:25.0（35.5）   | -1.3 | 池添謙一 | 57kg | シュヴァルグラン       |
| 0000.12.24 | 中山   | 有馬記念      | GI      | 芝2500m（良） | 16    | 1     | 1     | 024.60（6人）   | 10着 | 02:34.4（35.8）   | -0.8 | 池添謙一 | 57kg | キタサンブラック       |
| 2018.03.11 | 中京   | 金鯱賞        | GII     | 芝2000m（稍） | 9     | 1     | 1     | 008.50（3人）   | 04着 | 02:02.3（34.4）   | -0.7 | 池添謙一 | 57kg | スワーヴリチャード     |
| 0000.04.01 | 阪神   | 大阪杯        | GI      | 芝2000m（良） | 16    | 2     | 3     | 038.5（10人）   | 04着 | 01:58.6（33.7）   | -0.4 | 池添謙一 | 57kg | スワーヴリチャード     |

## 種牡馬時代
2022年に初年度産駒がデビュー。2022年7月16日小倉6Rをタガノタントが勝利して、産駒のJRA初勝利を挙げた。

## 血統表
| ヤマカツエースの血統         | ヤマカツエースの血統                   | ヤマカツエースの血統           | （血統表の出典）               | （血統表の出典）  |
| 父系                         | キングマンボ系                         | キングマンボ系                 | キングマンボ系                 | [ § 2 ]           |
| 父 キングカメハメハ 2001鹿毛 | 父の父Kingmanbo 1990鹿毛               | Mr. Prospector                 | Raise a Native                 | Raise a Native    |
| 父 キングカメハメハ 2001鹿毛 | 父の父Kingmanbo 1990鹿毛               | Mr. Prospector                 | Gold Digger                    |                   |
| 父 キングカメハメハ 2001鹿毛 | 父の父Kingmanbo 1990鹿毛               | Miesque                        | Nureyev                        | Nureyev           |
| 父 キングカメハメハ 2001鹿毛 | 父の父Kingmanbo 1990鹿毛               | Miesque                        | Pasadoble                      |                   |
| 父 キングカメハメハ 2001鹿毛 | 父の母*マンファス 1991黒鹿毛           | *ラストタイクーン              | *トライマイベスト              | *トライマイベスト |
| 父 キングカメハメハ 2001鹿毛 | 父の母*マンファス 1991黒鹿毛           | *ラストタイクーン              | Mill Princess                  |                   |
| 父 キングカメハメハ 2001鹿毛 | 父の母*マンファス 1991黒鹿毛           | Pilot Bird                     | Blakeney                       | Blakeney          |
| 父 キングカメハメハ 2001鹿毛 | 父の母*マンファス 1991黒鹿毛           | Pilot Bird                     | The Dancer                     |                   |
| 母 ヤマカツマリリン 2004栗毛 | 母の父*グラスワンダー 1995栗毛         | Silver Hawk                    | Roberto                        | Roberto           |
| 母 ヤマカツマリリン 2004栗毛 | 母の父*グラスワンダー 1995栗毛         | Silver Hawk                    | Gris Vitesse                   |                   |
| 母 ヤマカツマリリン 2004栗毛 | 母の父*グラスワンダー 1995栗毛         | Ameriflora                     | Danzig                         | Danzig            |
| 母 ヤマカツマリリン 2004栗毛 | 母の父*グラスワンダー 1995栗毛         | Ameriflora                     | Graceful Touch                 |                   |
| 母 ヤマカツマリリン 2004栗毛 | 母の母*イクセプトフォーワンダ 1995鹿毛 | Tejabo                         | Deputy Minister                | Deputy Minister   |
| 母 ヤマカツマリリン 2004栗毛 | 母の母*イクセプトフォーワンダ 1995鹿毛 | Tejabo                         | Cutty                          |                   |
| 母 ヤマカツマリリン 2004栗毛 | 母の母*イクセプトフォーワンダ 1995鹿毛 | Unique Gal                     | Bold Ruckus                    | Bold Ruckus       |
| 母 ヤマカツマリリン 2004栗毛 | 母の母*イクセプトフォーワンダ 1995鹿毛 | Unique Gal                     | Spin to Win                    |                   |
| 母系(F-No.)                  | (FN:2-k)                               | (FN:2-k)                       | (FN:2-k)                       | [ § 3 ]           |
| 5代内の近親交配              | Northern Dancer 9.38% S5×S5×M5         | Northern Dancer 9.38% S5×S5×M5 | Northern Dancer 9.38% S5×S5×M5 | [ § 4 ]           |
| 出典                         | 1. 2. 3. 4.                            | 1. 2. 3. 4.                    | 1. 2. 3. 4.                    | 1. 2. 3. 4.       |

## 同名馬
ばんえい競馬に同名馬が在籍している。2019年5月27日生まれで、父アローファイター、母セタナセンプーの血統。生涯戦績は55戦12勝（2024年2月時点）、主な勝ち鞍に2021年のヤングチャンピオンシップ。
- 競走馬成績と情報 KEIBA.GO.JP